# Luxembourgforliget
Luxembourgforliget, aftale der blev indgået mellem EUs medlemsstater i 1966.
Forliget indebærer at forslag fra Europa-Kommissionen med et indhold, der sætter et medlemslands store interesser på spil, ikke vedtages med flertal, men i stedet afgøres ved enstemmighed. Selv om fortolkningen af forliget er forskellig fra medlemsland til medlemsland, har praksis siden 1966 været, at der i Ministerrådet ikke er foretaget afstemninger om spørgsmål, som omhandler et medlemslands væsentlige interesser. Luxembourgforliget er imidlertid ikke nævnt i nogen traktat og er således kun i funktion fordi de enkelte medlemslande anerkender det.

## Baggrunden
Luxembourgforliget blev resultatet af et forslag fra Europa-Kommissionen om at finansiere en dele af daværende EF-samarbejde ved egne indtægter. Det fik Frankrigs præsident, Charles de Gaulle, til at råbe vagt i gevær. De Gaulle mente, at det ville styre de supernationale institutioner for meget og at magtbalancen derved ville tippe over mod Europa-Kommissionen og Europa-Parlamentet og væk fra Ministerrådet.
Frankrigs protest bestod i at blive væk fra alle møder i EF-samarbejdet syv måneder i træk. Løsningen på konflikten blev, at de daværende seks medlemslande indgik Luxembourgforliget.
Forud for Danmarks folkeafstemning om medlemskab af EF i 1972 spillede Luxembourgforliget en vis rolle, idet flere påpegede det som en mulighed for at begrænse et øget europæisk samarbejde.